# Her Last Affaire
Her Last Affaire is een Britse dramafilm uit 1935 onder regie van Michael Powell.

## Verhaal
Een vrouw van een politicus wordt dood teruggevonden in een herberg op het platteland. Daar werd ze eerder gesignaleerd met de secretaris van haar man. Hij wordt meteen de hoofdverdachte in de moordzaak, maar hij heeft een alibi.

## Rolverdeling
| Acteur              | Personage         |
| ------------------- | ----------------- |
| Hugh Williams       | Alan Heriot       |
| Viola Keats         | Avril Weyre       |
| Francis L. Sullivan | Julian Weyre      |
| Sophie Stewart      | Jodie Weyre       |
| Felix Aylmer        | Lord Carnforth    |
| Cecil Parker        | Arthur Harding    |
| John Gardner        | Boxall            |
| Henry Caine         | Rechercheur Marsh |
| Gerrard Tyrell      | Martin            |
| John Laurie         | Robb              |
| Googie Withers      | Effie             |